# Visoka gospostvo (alod) Zuid-Polsbroek
Visoko gospostvo Zuid-Polsbroek je bilo visoko gospostvo, in tudi svobodno gospostvo, v nizozemski provinci Holandiji, ki je bilo ustanovljeno pred letom 1000 in je trajalo do leta 1923.

## Lega in status
Gospostvo Zuid-Polsbroek okrog kraja Polsbroek je na jugovzhodu mejila na gospostvo Lopik, na severu na grajsko grofijo Montfoort, na vzhodu na baronijo IJsselstein kot tudi na zahodu na preostalo grofijo Nizozemska .
Medtem ko je bil Zuid-Polsbroek Hoge Vrije Heerlijkheid (visoko ali svobodno gospostvo), je bil sosednji Noord-Polsbroek fevd baronije IJsselstein kot podložniški urad. Prvi gospodje Zuid-Polsbroeka so že leta 1155 prejeli visoko sodstvo od škofa Utrechta Hermana Horneškega. Lastniki visokega in svobodnega gospostva Zuid-Polsbroeka so imeli naziv svobodni gospod ali Heeren. Območje je bilo tako imenovano alodialno in visoko gospostvo. To pomeni, da je bilo gospostvo prosto podedovano in da je gospod imel zakonodajno oblast, visoko sodstvo, gospostvo je bilo prosta fevdalnih obveznosti, za primerjavo z nižjim gospostvom (nizkim in srednjim sodstvom), imenovanim tudi gospoščinski urad ali zemljiško gospostvo, ki ni imelo nobene  prave zakonodajne oblasti.

## Zgodovina
V 10. in 11. stoletju so gospodje Arkelski imeli v svoji posesti območje okoli Polsbroeka. Med 12. in 13. stoletjem so gospodje Leedski iz druge linije rodbine gospodov Arkelskih pridobili v last gospostvo Polsbroek. Leta 1299 je holandski grof Janez I. podelil svojemu regentu Volfartu I. Borsselenskemu gospostvo Polsbroek. Leta 1391 je desetina gospostva znašala 1000 guldnov na leto. Leta 1423 je Polsbroek preko gospodov Woerdensko Vlietskih prišel  v last  grajskim grofom Montfoortskim iz rodu Roverskih. Prvič, Janez Woerdensko Vlietski je zastavil Polsbroek z visokim in nizkim sodstvom ter trajekt iz IJselverja  Janezu II. Montfoortskemu, vendar svoje zastave ni odkupil, tako da je zastava padla v last Montfoortskih. Holandska vlada je priznala prodajo. Vendar so leta 1439 v imenjski knjigi še vedno vodili kot lastnika Janezovega sina Gerita Vlietskega. Montfoortski grajski grofje niso več upravljali s Polsbrokom, tako da je posest očitno spet postala alod. Več desetletij trajajoč poskus montfoortskih grajskih grofov, da bi območje gospostva (Zuid-)Polsbroek in raznih okoliških ozemelj dvignili v neodvisen alodialni položaj, je nazadnje propadel zaradi nasprotovanja vojvode Filipa Dobrega. Kljub temu je gospostvo, obdarjeno s številnimi privilegiji, doseglo polsuvereni status, kar mu je dalo določeno neodvisnost od Generalnih stanov Holandije in knezoškofije Utrechta. Leta 1481 so grajski grofje Montfoortski, ki so bili pro- Trske, izgubili Zuid-Polsbroek (in številne druge nizke in srednja gospostva), ki so prešle na gospode Bergenske iz hiše Glymes.
Njihovi nasledniki kot gospodje Zuid-Polsbroeka so bili od leta 1566 rodbina Ligneških, ko je Marija Glymeško Bergenska zapustila svoja gospostva, vključno s Zuid-Polsbroeknom, svojemu sinu Ludviku Ligneškemu. Leta 1555 je Zuid-Polsbroek tedanjemu lastniku Janezu Ligneškemu  prinesel letni dohodek 954 guldnov, kar je izhajalo iz dohodkov iz zakupa (63 %), davkov (17 %) in gospoščinskih pravic, kot so pravice do lova in ribolova (20 %) in hiši Ligneškega gradu Arenberga (do 1568). Ta rodbina, in sicer Karl Arenberško-Ligneški, je leta 1610 prodala gospostvo Jakobu Dirckszu de Graeffu. Amsterdamska regentska družina De Graeff se je pozneje imenovala De Graeff van Polsbroek. Leta 1623 je gospostvo obsegala 1730 ha zemlje in 56 hiš. Davki na nepremičnine niso bili dodeljeni Republiki sedmih združenih provinc, kot je to veljalo na primer za sosednjo baronijo IJsselstein, temveč provinci Holandiji.
Zaradi razglasitve Batavske republike leta 1795 je bilo gospostvo leta 1798 razpuščeno. Po ustanovitvi Združenega kraljestva Nizozemske so bile gospoščinske pravice delno obnovljene. Leta 1870 je bil Zuid-Polsbroek prodan Dirku de Jonghu (Polsbroeškemu). Znatno zmanjšane gospoščinske pravice je imel do svoje smrti leta 1912. Leta 1923 so bile vse gospoščine razpuščene, vključno z Zuid-Polsbroekom.

## Gospodje visokega gospostva Polsbroek

### RodbinaArkelskih
| Vladavina      | Ime                                     |
| -------------- | --------------------------------------- |
| -1008          | Foppe Arkelski                          |
| 1008-1034      | Janez I. Arkelski                       |
| 1034-1077      | Janez II. Arkelski                      |
| 1077-1115/18   | Janez III. Arkelski                     |
| 1115/18-1140   | Folpert Arkelsko Leedeški               |
| 1140-1200      | Herbaren I. Leedeški                    |
| 1200-1207      | Floris Herbaren Leedeški                |
| 1207-1212      | Folpert II. Leedeški                    |
| 1212-1234      | Herbaren II. Leedeško Arkelski          |
| 1234-1255      | Janez I. Leedeški                       |
| 1255-1284      | Folpert in Pelgrim Leedeška kot regenta |
| 1284–1296 (? ) | Janez II. Leedeški                      |

### Rodbina Borsselenskih
| Vladavina     | Ime                     |
| ------------- | ----------------------- |
| (?) 1296–1299 | Volfart I. Borsselenski |

### RodbinaWoerdensko Vlietskih
| Vladavina | Ime                       |
| --------- | ------------------------- |
| -1314     | Gerit Vlietski            |
|           | Gerard Vlietski           |
| –1423     | Janez Woerdensko Vlietski |

### Rodbina Montfoortskih
| Vladavina | Ime                     |
| --------- | ----------------------- |
| 1423-1448 | Janez II. Montfoortski  |
| 1448-1459 | Henrik IV. Montfoortski |
| 1459-1481 | Janez III. Montfoortski |

### Rodbina Glymeških
| Vladavina | Ime                             |
| --------- | ------------------------------- |
| 1481-1482 | Mihiel Glymeško Bergenski       |
| 1482-1509 | Kornelis Glymeško Bergenski     |
| 1509-1533 | Maksimilijan Glymeško Bergenski |
| 1533-1566 | Marija Glymeško Bergenska       |

### Rodbina Ligneška
| Vladavina | Ime                      |
| --------- | ------------------------ |
| 1566-1568 | Ludvik Ligneški          |
| 1568      | Janez Ligneški           |
| 1568-1610 | Karl Arenberško-Ligneški |

### RodbinaDe Graeff
| Vladavina | Ime                     |
| --------- | ----------------------- |
| 1610-1636 | Jakob Dircksz de Graeff |
| 1636-1664 | Kornelis de Graeff      |
| 1664-1707 | Pieter de Graeff        |
| 1707-1714 | Janez de Graeff         |
| 1714-1752 | Gerit de Graeff         |
| 1752-1811 | Gerit II. de Graeff     |
| 1811-1814 | Gerit III. de Graeff    |
| 1814-1870 | Gerit IV. de Graeff     |

### Rodbina De Jongh
| Vladavina | Ime                         |
| --------- | --------------------------- |
| 1870-1912 | Dirk de Jongh van Polsbroek |